# Список судинних рослин Гренландії
Список судинних рослин Ґренландії містить перелік з 516 видів (у тому числі 51 — чужорідний), зареєстрованих у Ґренландії згідно з ресурсами PanArctic-Flora, GRIN і Flora of North America. Список налічує 39 видів судинних спорових, 1 вид голонасінних, 181 вид однодольних (monocots) і 295 видів дводольних (eudicots) покритонасінних рослин. Культивовані та випадкові чужорідні види рослин до таблиці не включені. Подано короткі відомості про особливості поширення видів. Chamerion latifolium є національною квіткою Ґренландії.

## Особливості флори

### Умови проживання
Ґренландія — найбільший острів у світі, його площа — понад 2 млн км². Ґренландія має гористе кострубате скелясте узбережжя та довгі глибокі фіорди. Через холодний арктичний клімат Ґренландський льодовиковий щит займає більшу частину поверхні. Лише 15–20 відсотків острова вздовж прибережної смуги вільні від льоду. Через розташування в Арктиці середня температура в середньорічному показнику ніколи не перевищує 10° C. Ґренландія характеризується кількома кліматичними зонами: Висока Арктика, Арктика, Низька Арктика та Субарктика. У Північній Ґренландії середня температура в зимовий час досягає -30…-15° С, а влітку вона підвищується до 5° С. У Південній Ґренландії взимку середня температура становить -5…0° С, а влітку вона може досягати 7° С або 12° С.
Рослинність країни загалом обмежена. Унаслідок низьких температур у Ґренландії серед ґрунтів переважає багаторічна мерзлота. Влітку розтають лише верхні шари ґрунту. Коротке літо, мала кількість опадів є причинами чому тут не ростуть ліси. Березово-вербовий ліс (Betula pubescens, Salix glauca) природно росте тільки в одній місцевості Ґренландії — у природному заповіднику «Райська долина»; деякі дерева тут сягають 6–8 метрової висоти. Основними характеристиками є низькоросла гірська й тундрова рослинність, включно з такими рослинами, як лишайники, карликові верби й береза, осоки, багато різновидів квітучих рослин і мохів. Упродовж року ці рослини більш-менш покриваються снігом на 9–11 місяців.
У Південній Ґренландії деякою мірою можливе сільське господарство.

### Регіональні особливості
З-поміж мохів на Ґренландії поширеними є представники родини грімієві (Grimmiaceae). Найбільш поширеними деревами на острові є береза пухнаста (Betula pubescens), Salix glauca та ялівець звичайний (Juniperus communis). У північній частині Ґренландії земля покрита килимом мохів і низьких чагарників; із судинних рослин тут зростають мак полярний (Papaver radicatum), андромеда багатолиста (Andromeda polifolia), види родів шолудивник (Pedicularis) і грушанка (Pyrola) та ін. Єдиною морською судинною рослиною є камка морська (Zostera marina). Рідкісними ендеміками Ґренландії є: Potamogeton groenlandicus, Puccinellia groenlandica, Sisyrinchium groenlandicum, Saxifraga nathorstii та Antennaria hansii.
Ґренландія має власний червоний список. У ньому поміщено 115 видів тварин і рослин. Тільки 5 з них — рослини й усі вони орхідеї: Galearis rotundifolia (дан. rhizom-gøgeurt, VU), Listera cordata (дан. Hjertebladet fliglæbe, LC), Pseudorchis albida subsp. straminea (дан. Satyrblomst, LC), Corallorhiza trifida (дан. Koralrod, LC) і Platanthera hyperborea (дан. Grønlandsk gøgelilje, LC).

### Таксономічні примітки
Видовий поділ роду кульбаба (Taraxacum) на території Ґренландії, як і всюди, є непевним і потребує подальшого експертного аналізу. В основному європейський і західно-сибірський рід нечуйвітер (Hieracium) має дуже велику кількість названих видів, загалом приблизно 9000. Значна частина з них досягає Арктики в Ісландії, Норвегії та Європейській частині Росії й лише деякі — в Сибіру, Ґренландії й Північно-Східній Америці. Переважно ці види є апогамними (насіння в них розвивається без запліднення) мікровидами. Єдиним відомим статевим винятком на півночі є Н. umbellatum. У цьому списку перелічено лише два «традиційні» види: нечуйвітер альпійський (Hieracium alpinum) і нечуйвітер зонтичний (Hieracium canadense). Papaver lapponicum та P. radicatum мають схожу морфологію й генетику. Вони морфологічно відокремлені, але тільки в комбінації характеристик. Чи слід їх розділяти на два види, більшою мірою, є питанням смаку (і традиції). Є два підходи щодо визначення морфологічних і географічних меж виду Antennaria media, за одним вид зростає в Ґренландії, за іншим — ні. Зростання виду Ranunculus trichophyllus на території Ґренландії є непевним.

### Екологія
Багато видів наземних і прісноводних членистоногих (найважливіші з них Oribatida, Collembola й личинки комах) живляться мертвою органічною рослинною речовиною на дні прісних водойм та у вологих ґрунтах. Ці членистоногі, у свою чергу, мають неоціненне значення для арктичних і літніх популяцій птахів. Личинки комарів та лялечки є вирішальним продуктом для палії арктичної (Salvelinus alpinus), а комахи є значною частиною дієти песця (Alopex lagopus). Меншість членистоногих є травоїдними (й рідко — у Високій Арктиці). З них лише деякі види живляться безпосередньо на зелених частинах рослин, деякі харчуються насінням і досить багато харчуються корінням. Квіткові продукти відіграють важливу роль для дорослих комах, які споживають пилок і нектар (особливо, це мухи, метелики та джмелі). Комахи відіграють важливу роль як запилювачі квітів. Хоча квіткові рослини Арктики здатні відтворюватися без комах, відвідування комахами є передумовою для оптимального виробництва насіння у багатьох видів. Гуси є одними з небагатьох ґренландських птахів, які мають рослинну дієту і живуть на суші, крім періодів міграції між районами зимівлі та розмноження. Дієта карибу складається головним чином з трави та осоки влітку, а взимку — лишайників. Вівцебик, який мешкає в Північній та Східній Ґренландії споживає верби, осоки та трави в різних пропорціях залежно від сезону. Ґренладський лемінг, який значно поширений на Півночі, споживає верби й трави і є важливим видом екосистеми, як здобич для ряду хижаків.

## Список
| Видова назва                                                                        | Особливості поширення | Статус МСОП | Зображення |
| Судинні спорові                                                                     | |             |            |
| Клас: Хвощевидні (Equisetopsida)                                                    | |             |            |
| Порядок: Хвощові (Equisetales)                                                      | |             |            |
| Родина: Хвощові (Equisetaceae)                                                      | |             |            |
| Хвощ польовий * Equisetum arvense L.                                                | Західна й Східна Ґренландія |             |            |
| Хвощ зимовий * Equisetum hyemale L.                                                 | Східна Ґренландія: рідко |             |            |
| Equisetum scirpoides Michx.                                                         | Західна Ґренландія: розкидано |             |            |
| Хвощ лісовий * Equisetum sylvaticum L.                                              | Південна Ґренландія |             |            |
| Хвощ рябий * Equisetum variegatum Schleich. ex Weber & Mohr                         | Поширений у всій прибережній Ґренландії |             |            |
| Клас: Ізоетопсиди (Isoetopsida)                                                     | |             |            |
| Порядок: Isoetales                                                                  | |             |            |
| Родина: Молодильникові (Isoëtaceae)                                                 | |             |            |
| Isoetes echinospora Durieu                                                          | Південна Ґренландія |             |            |
| Молодильник озерний * Isoetes lacustris L.                                          | Західна Ґренландія | LC          |            |
| Порядок: Плаункові (Selaginellales)                                                 | |             |            |
| Родина: Плаункові (Selaginellaceae)                                                 | |             |            |
| Selaginella rupestris (L.) Spring                                                   | Знайдений в одному пункті в Південній Ґренландії |             |            |
| Плаунок плауноподібний * Selaginella selaginoides (L.) Beauv. ex Mart. & Schrank    | Південно-Східна Ґренландія |             |            |
| Клас: Плауновидні (Lycopodiopsida)                                                  | |             |            |
| Порядок: Плаунові (Lycopodiales)                                                    | |             |            |
| Родина: Плаунові (Lycopodiaceae)                                                    | |             |            |
| Зелениця альпійська * Diphasiastrum alpinum (L.) Holub                              | Західна Ґренландія: часто, Східна Ґренландія: часто |             |            |
| Зелениця сплюснута * Diphasiastrum complanatum (L.) Holub                           | Південна Ґренландія |             |            |
| Diphasiastrum sitchense (Rupr.) Holub                                               | Знайдений в одному пункті в Південній Ґренландії |             |            |
| Huperzia appressa (Bach.Pyl. ex Desv.) Á. Löve & D. Löve                            | Південна Ґренландія |             |            |
| Huperzia arctica (Grossh. ex Tolm.) Sipliv.                                         | Західна Ґренландія: часто, східна Ґренландія: часто |             |            |
| Баранець звичайний * Huperzia selago (L.) Schrank & Mart.                           | Західна Ґренландія: рідко, східна Ґренландія: рідко |             |            |
| Плаун колючий * Lycopodium annotinum L.                                             | Південна Ґренландія |             |            |
| Плаун булавовидний * Lycopodium clavatum L.                                         | Рідкісний у Східній та Західній Ґренландії |             |            |
| Клас: Папоротевидні (Polypodiopsida)                                                | |             |            |
| Порядок: Багатоніжкові (Polypodiales)                                               | |             |            |
| Родина: Аспленієві (Aspleniaceae)                                                   | |             |            |
| Asplenium viride Huds.                                                              | Західна Ґренландія: розкидано; Східна Ґренландія: рідко |             |            |
| Родина: Безщитникові (Athyriaceae)                                                  | |             |            |
| Безщитник розставленолистий * Athyrium distentifolium Tausch ex Opiz                | Західна Ґренландія: рідко; Східна Ґренландія: рідко |             |            |
| Безщитник жіночий * Athyrium filix-femina (L.) Roth ex Mert.                        | Знайдений в одному пункті в Південній Ґренландії |             |            |
| Родина: Міхурницеві (Cystopteridaceae)                                              | |             |            |
| Міхурниця ламка * Cystopteris fragilis (L.) Bernh.                                  | Зростає на всьому узбережжі Ґренландії |             |            |
| Пухирник гірський * Cystopteris montana (Lam.) Desv.                                | Західна Ґренландія: рідко |             |            |
| Голокучник дубовий * Gymnocarpium dryopteris (L.) Newman                            | Західна Ґренландія: розкидано, Східна Ґренландія: розкидано |             |            |
| Родина: Щитникові (Dryopteridaceae)                                                 | |             |            |
| Щитник розпростертий * Dryopteris expansa (C. Presl) Fraser-Jenk. & Jermy           | Південна Ґренландія |             |            |
| Щитник чоловічий * Dryopteris filix-mas (L.) Schott                                 | Південна Ґренландія |             |            |
| Dryopteris fragrans (L.) Schott                                                     | Східна й Західна Ґренландія |             |            |
| Dryopteris marginalis (L.) A.Gray                                                   | Південно-Східна Ґренландія |             |            |
| Багаторядник списовидний * Polystichum lonchitis (L.) Roth                          | Південно-Західна й Східна Ґренландія |             |            |
| Родина: Багатоніжкові (Polypodiaceae)                                               | |             |            |
| Polypodium sibiricum Sipliv.                                                        | Знайдений в одному пункті на півдні |             |            |
| Родина: Теліптерисові (Thelypteridaceae)                                            | |             |            |
| Фегоптерис з'єднуючий * Phegopteris connectilis (Michx.) Watt                       | Південна й Південно-Східна Ґренландія |             |            |
| Родина: Вудсієві (Woodsiaceae)                                                      | |             |            |
| Вудсія альпійська * Woodsia alpina Bolton (S.F.Gray)                                | Східна, Південна й Західна Ґренландія |             |            |
| Woodsia glabella R.Br. ex Richardson                                                | Усе узбережжя Ґренландії |             |            |
| Вудсія ельбська * Woodsia ilvensis (L.) R.Br.                                       | Східна, Південна й Західна Ґренландія |             |            |
| Клас: Псилотоподібні (Psilotopsida)                                                 | |             |            |
| Порядок: Вужачковидні (Ophioglossales)                                              | |             |            |
| Родина: Вужачкові (Ophioglossaceae)                                                 | |             |            |
| Botrychium boreale (Fr.) Milde                                                      | Південно-Західна Ґренландія |             |            |
| Botrychium lanceolatum (S.G.Gmel.) Ångstr.                                          | Західна Ґренландія: розкидано, Східна Ґренландія: рідко |             |            |
| Гронянка півмісяцева * Botrychium lunaria (L.) Sw.                                  | Південно-Східна Ґренландія |             |            |
| Гронянка багатороздільна * Botrychium multifidum (S.G.Gmel.) Rupr.                  | Південна Ґренландія |             |            |
| Botrychium simplex E. Hitchc.                                                       | Південна Ґренландія |             |            |
| Ophioglossum azoricum C.Presl                                                       | Східна Ґренландія: рідко |             |            |
| Голонасінні                                                                         | |             |            |
| Клас: Хвойні (Pinopsida)                                                            | |             |            |
| Порядок: Соснові (Pinales)                                                          | |             |            |
| Родина: Соснові (Pinaceae)                                                          | |             |            |
| Ялівець звичайний * Juniperus communis L.                                           | Західна Ґренландія: розкидано; Східна Ґренландія: розкидано | LC          |            |
| Покритонасінні                                                                      | |             |            |
| Клас: Однодольні (Liliopsida)                                                       | |             |            |
| Порядок: Частухоцвіті (Alismatales)                                                 | |             |            |
| Родина: Тризубцеві (Juncaginaceae)                                                  | |             |            |
| Тризубець болотний * Triglochin palustris L.                                        | Південна Ґренландія | LC          |            |
| Родина: Рдесникові (Potamogetonaceae)                                               | |             |            |
| Рдесник альпійський * Potamogeton alpinus Balb.                                     | Південна Ґренландія | LC          |            |
| Рдесник злаколистий * Potamogeton gramineus L.                                      | Знайдений в одному пункті на півдні | LC          |            |
| Potamogeton groenlandicus Hagstr.                                                   | Ендемік. Південно-Західна Ґренландія |             |            |
| Рдесник плавучий * Potamogeton natans L.                                            | Західна Ґренландія: рідко | LC          |            |
| Рдесник пронизанолистий * Potamogeton perfoliatus L.                                | Східна Ґренландія: рідко | LC          |            |
| Рдесник довгий * Potamogeton praelongus Wulfen                                      | Знайдений у двох популяція на сході й заході | LC          |            |
| Stuckenia filiformis (Pers.) Borner                                                 | Південно-Західна й Східна Ґренландія |             |            |
| Родина: Тофільдієві (Tofieldiaceae)                                                 | |             |            |
| Tofieldia coccinea Richardson                                                       | Західна Ґренландія: розкидано; Східна Ґренландія: розкидано |             |            |
| Tofieldia pusilla (Michx.) Pers.                                                    | Південна, Західна й Східна Ґренландія |             |            |
| Родина: Камкові (Zosteraceae)                                                       | |             |            |
| Камка морська * Zostera marina L.                                                   | Південно-Західна Ґренландія |             |            |
| Порядок: Холодкоцвіті (Asparagales)                                                 | |             |            |
| Родина: Півникові (Iridaceae)                                                       | |             |            |
| Sisyrinchium groenlandicum Böcher                                                   | Ендемік. Південно-Західна Ґренландія |             |            |
| Sisyrinchium montanum Greene                                                        | Західна Ґренландія: стійкий адвентивний |             |            |
| Родина: Орхідні (Orchidaceae)                                                       | |             |            |
| Коральковець тричінадрізаний * Corallorhiza trifida Châtel.                         | Західна Ґренландія: часто; Східна Ґренландія: рідко |             |            |
| Galearis rotundifolia (Banks ex Pursh) R.M.Bateman                                  | Південна Ґренландія: рідко |             |            |
| Зозулині сльози серцелисті * Neottia cordata (L.) Rich.                             | Південна Ґренландія: розкидано; Східна Ґренландія: рідко |             |            |
| Platanthera hyperborea (L.) Lindl.                                                  | Південна та Східна Ґренландія |             |            |
| Псевдорхіс білуватий * Pseudorchis albida (L.) Á.Löve & D.Löve                      | Південна Ґренландія: часто; Східна Ґренландія: рідко |             |            |
| Порядок: Лілієцвіті (Liliales)                                                      | |             |            |
| Родина: Лілійні (Liliaceae)                                                         | |             |            |
| Стрептоп листообгортний * Streptopus amplexifolius (L.) DC.                         | Південно-Західна Ґренландія: рідко |             |            |
| Порядок: Тонконогоцвіті (Poales)                                                    | |             |            |
| Родина: Осокові (Cyperaceae)                                                        | |             |            |
| Carex aquatilis Wahlenb.                                                            | Західна Ґренландія: рідко |             |            |
| Carex arctogena Harry Sm.                                                           | Західна Ґренландія: часто; Східна Ґренландія: рідко |             |            |
| Осока чорнувата * Carex atrata L.                                                   | Західна Ґренландія: розкидано; Східна Ґренландія: рідко |             |            |
| Carex atrofusca Schkuhr                                                             | Західна Ґренландія: рідко, східна Ґренландія: розкидано |             |            |
| Осока двоколірна * Carex bicolor Bellardi ex All.                                   | Західна Ґренландія: розкидано; Східна Ґренландія: розкидано | LC          |            |
| Осока Бігелова * Carex bigelowii Torr. ex Schwein.                                  | Західна Ґренландія: часто; Східна Ґренландія: часто |             |            |
| Осока буріюча * Carex brunnescens (Pers.) Poir.                                     | Західна Ґренландія: розкидано; Східна Ґренландія: рідко | LC          |            |
| Carex buxbaumii Wahlenb.                                                            | Західна Ґренландія: рідко |             |            |
| Осока попелясто-сіра * Carex canescens L.                                           | Західна Ґренландія: розкидано; Східна Ґренландія: рідко | LC          |            |
| Осока волосинчаста * Carex capillaris L.                                            | Західна Ґренландія: часто; Східна Ґренландія: часто |             |            |
| Carex capitata L.                                                                   | Західна Ґренландія: рідко |             |            |
| Осока тонкокореневищна * Carex chordorrhiza L.f.                                    | Західна Ґренландія: рідко | LC          |            |
| Carex deflexa Hornem.                                                               | Західна Ґренландія: розкидано; Східна Ґренландія: рідко |             |            |
| Carex demissa Hornem.                                                               | Західна Ґренландія: рідко |             |            |
| Carex disperma Dewey                                                                | Західна Ґренландія: рідко |             |            |
| Осока темно-бура * Carex fuliginosa Schkuhr                                         | Західна Ґренландія: часто; Східна Ґренландія: часто |             |            |
| Carex glacialis Mack.                                                               | Західна Ґренландія: часто; Східна Ґренландія: розкидано |             |            |
| Carex glareosa Schkuhr ex Wahlenb.                                                  | Західна Ґренландія: часто; Східна Ґренландія: розкидано |             |            |
| Carex gynocrates Wormsk.                                                            | Західна Ґренландія: часто |             |            |
| Carex holostoma Drejer                                                              | Західна Ґренландія: розкидано |             |            |
| Carex krausei Boeck.                                                                | Західна Ґренландія: розкидано; Східна Ґренландія: розкидано |             |            |
| Осока Лахеналя * Carex lachenalii Schkuhr                                           | Західна Ґренландія: часто; Східна Ґренландія: часто | LC          |            |
| Carex lyngbyei Hornem.                                                              | Західна Ґренландія: рідко; Східна Ґренландія: рідко | LC          |            |
| Carex lidii Hadac                                                                   | Східна Ґренландія: рідко |             |            |
| Carex mackenziei V. I. Krecz.                                                       | Західна Ґренландія: рідко |             |            |
| Carex macloviana D'Urv.                                                             | Західна Ґренландія: часто; Східна Ґренландія: часто |             |            |
| Carex magellanica Lam.                                                              | Західна Ґренландія: розкидано | LC          |            |
| Carex marina Dewey                                                                  | Західна Ґренландія: розкидано; Східна Ґренландія: розкидано |             |            |
| Carex maritima Gunnerus                                                             | Західна Ґренландія: розкидано; Східна Ґренландія: часто |             |            |
| Carex microglochin Wahlenb.                                                         | Західна Ґренландія: часто; Східна Ґренландія: розкидано | LC          |            |
| Carex nardina (Hornem.) Fr.                                                         | Західна Ґренландія: часто; Східна Ґренландія: часто |             |            |
| Осока чорна * Carex nigra (L.) Reichard                                             | Західна Ґренландія: рідко | LC          |            |
| Carex norvegica Retz.                                                               | Західна Ґренландія: часто; Східна Ґренландія: розкидано | LC          |            |
| Осока просовидна * Carex panicea L.                                                 | Західна Ґренландія: рідко |             |            |
| Carex parallela (Laest.) Sommerf.                                                   | Східна Ґренландія: розкидано |             |            |
| Carex praticola Rydb.                                                               | Західна Ґренландія: рідко; Східна Ґренландія: рідко |             |            |
| Carex ramenskii Kom.                                                                | Західна Ґренландія: рідко |             |            |
| Carex rariflora (Wahlenb.) Sm.                                                      | Західна Ґренландія: часто; Східна Ґренландія: часто |             |            |
| Осока здута * Carex rostrata Stokes                                                 | Західна Ґренландія: розкидано | LC          |            |
| Carex rufina Drejer                                                                 | Західна Ґренландія: розкидано; Східна Ґренландія: розкидано |             |            |
| Осока скельна * Carex rupestris All.                                                | Західна Ґренландія: часто; Східна Ґренландія: часто |             |            |
| Carex saxatilis L.                                                                  | Західна Ґренландія: часто; Східна Ґренландія: часто | LC          |            |
| Carex scirpoidea Michx.                                                             | Західна Ґренландія: часто; Східна Ґренландія: часто |             |            |
| Carex stylosa C.A.Mey.                                                              | Західна Ґренландія: розкидано; Східна Ґренландія: рідко |             |            |
| Carex subspathacea Wormsk. ex Hornem.                                               | Західна Ґренландія: часто; Східна Ґренландія: часто | LC          |            |
| Осока приземкувата * Carex supina Willd. ex Wahlenb.                                | Західна Ґренландія: часто; Східна Ґренландія: часто |             |            |
| Carex trisperma Dewey                                                               | Західна Ґренландія: рідко |             |            |
| Carex umbellata Schkuhr ex Willd.                                                   | два пункти на півдні Ґренландії |             |            |
| Carex ursina Dewey                                                                  | Західна Ґренландія: розкидано; Східна Ґренландія: розкидано |             |            |
| Осока піхвова * Carex vaginata Tausch                                               | Східна Ґренландія: рідко | LC          |            |
| Осока зеленувата * Carex viridula Michx.                                            | Західна Ґренландія: рідко |             |            |
| Катаброза водяна * Catabrosa aquatica (L.) P.Beauv.                                 | Західна Ґренландія: рідко | LC          |            |
| Ситняг голчастий * Eleocharis acicularis (L.) Roem. & Schult.                       | Західна Ґренландія: розкидано; Східна Ґренландія: рідко | LC          |            |
| Ситняг болотний * Eleocharis palustris (L.) Roem. & Schult.                         | Південна Ґренландія: рідко |             |            |
| Ситняг п'ятиквітковий * Eleocharis quinqueflora (Hartmann) O.Schwarz                | Західна Ґренландія: рідко | LC          |            |
| Ситняг однолусковий * Eleocharis uniglumis (Link) Schult.                           | Західна Ґренландія: рідко |             |            |
| Пухівка вузьколиста * Eriophorum angustifolium Honck.                               | Західна Ґренландія: часто; Східна Ґренландія: рідко | LC          |            |
| Eriophorum callitrix Cham. ex C.A.Mey.                                              | Східна Ґренландія: розкидано |             |            |
| Пухівка Шейхцера * Eriophorum scheuchzeri Hoppe                                     | Західна Ґренландія: часто; Східна Ґренландія: часто |             |            |
| Eriophorum triste (Th.Fr.) Á.Löve & Hadač                                           | Західна Ґренландія: рідко; Східна Ґренландія: розкидано |             |            |
| Пухівка піхвова * Eriophorum vaginatum L.                                           | Західна Ґренландія: рідко | LC          |            |
| Kobresia myosuroides Vill.                                                          | Західна Ґренландія: часто; Східна Ґренландія: часто |             |            |
| Kobresia simpliciuscula (Wahlenb.) Mack.                                            | Західна Ґренландія: розкидано; Східна Ґренландія: розкидано |             |            |
| Пухівочка дерниста * Trichophorum cespitosum (L.) Hartm.                            | Західна Ґренландія: часто; Східна Ґренландія: розкидано |             |            |
| Родина: Ситникові (Juncaceae)                                                       | |             |            |
| Juncus albescens (Lange) Fernald                                                    | Західна Ґренландія: часто; Східна Ґренландія: часто |             |            |
| Juncus alpinoarticulatus * Chaix                                                    | Західна Ґренландія: рідко | LC          |            |
| Juncus arcticus Willd.                                                              | Західна Ґренландія: часто; Східна Ґренландія: часто |             |            |
| Juncus balticus Willd.                                                              | Західна Ґренландія: рідко | LC          |            |
| Juncus biglumis L.                                                                  | Західна Ґренландія: часто; Східна Ґренландія: часто |             |            |
| Ситник жаб'ячий * Juncus bufonius L.                                                | Західна Ґренландія: стійкий адвентивний | LC          |            |
| Ситник каштановий * Juncus castaneus Sm.                                            | Західна Ґренландія: часто; Східна Ґренландія: розкидано |             |            |
| Ситник нитковидний * Juncus filiformis L.                                           | Західна Ґренландія: розкидано; Східна Ґренландія: рідко |             |            |
| Ситник Жерара * Juncus gerardii Loisel.                                             | Західна Ґренландія: рідко |             |            |
| Ситник жаб'ячий * Juncus ranarius Songeon & E.P. Perrier                            | Західна Ґренландія: рідко; Східна Ґренландія: рідко |             |            |
| Ситник розчепірений * Juncus squarrosus Sm.                                         | Введений вид. Західна Ґренландія: рідко; Східна Ґренландія: рідко |             |            |
| Juncus subtilis E.Mey.                                                              | Західна Ґренландія: розкидано; Східна Ґренландія: рідко |             |            |
| Ситник трироздільний * Juncus trifidus L.                                           | Західна Ґренландія: часто; Східна Ґренландія: часто |             |            |
| Luzula arcuata (Wahlenb.) Sw.                                                       | Східна Ґренландія: рідко |             |            |
| Luzula confusa Lindeb.                                                              | Західна Ґренландія: часто; Східна Ґренландія: часто |             |            |
| Luzula groenlandica Böcher                                                          | Західна Ґренландія: розкидано |             |            |
| Ожика багатоквіткова * Luzula multiflora (Ehrh.) Lej.                               | Західна Ґренландія: часто; Східна Ґренландія: розкидано |             |            |
| Luzula nivalis (Laest.) Spreng.                                                     | Західна Ґренландія: розкидано; Східна Ґренландія: розкидано |             |            |
| Luzula parviflora (Ehrh.) Desv.                                                     | Західна Ґренландія: часто; Східна Ґренландія: рідко |             |            |
| Ожика колосиста * Luzula spicata (L.) DC.                                           | Західна Ґренландія: часто; Східна Ґренландія: часто |             |            |
| Luzula wahlenbergii Rupr.                                                           | Східна Ґренландія: рідко | LC          |            |
| Родина: Тонконогові (Poaceae)                                                       | |             |            |
| Мітлиця велетенська * Agrostis gigantea Roth                                        | Західна Ґренландія: рідко |             |            |
| Agrostis capillaris * L.                                                            | Західна Ґренландія: стійкий адвентивний |             |            |
| Agrostis mertensii Trin.                                                            | Західна Ґренландія: часто; Східна Ґренландія: часто |             |            |
| Agrostis scabra Willd.                                                              | Західна Ґренландія: рідко |             |            |
| Мітлиця повзуча * Agrostis stolonifera L.                                           | Західна Ґренландія: рідко | LC          |            |
| Мітлиця виноградникова * Agrostis vinealis Schreb.                                  | Західна Ґренландія: розкидано; Східна Ґренландія: рідко |             |            |
| Китник рівний * Alopecurus aequalis Sobol.                                          | Західна Ґренландія: розкидано; Східна Ґренландія: рідко | LC          |            |
| Китник колінчастий * Alopecurus geniculatus L.                                      | Західна Ґренландія: стійкий адвентивний |             |            |
| Alopecurus ovatus Knapp                                                             | Західна Ґренландія: розкидано; Східна Ґренландія: розкидано |             |            |
| Китник лучний * Alopecurus pratensis L.                                             | Західна Ґренландія: стійкий адвентивний |             |            |
| Пахуча трава звичайна * Anthoxanthum odoratum L.                                    | Західна Ґренландія: стійкий адвентивний |             |            |
| Anthoxanthum nipponicum * Honda                                                     | Західна Ґренландія: рідко; Східна Ґренландія: рідко |             |            |
| Arctagrostis latifolia (R.Br.) Griseb.                                              | Західна Ґренландія: розкидано; Східна Ґренландія: часто |             |            |
| Arctophila fulva (Trin.) Andersson                                                  | Західна Ґренландія: рідко |             |            |
| Авінелла звивиста * Avenella flexuosa (L.) Drejer                                   | Західна Ґренландія: розкидано; Східна Ґренландія: розкидано |             |            |
| Calamagrostis canadensis (Michx.) P.Beauv.                                          | Західна Ґренландія: часто; Східна Ґренландія: рідко |             |            |
| Calamagrostis inexpansa A.Gray                                                      | Західна Ґренландія: розкидано; Східна Ґренландія: рідко |             |            |
| Calamagrostis lapponica (Wahlenb.) Hartm.                                           | Західна Ґренландія: рідко |             |            |
| Calamagrostis neglecta (Ehrh.) P.Gaertn., B.Mey. & Scherb.                          | Західна Ґренландія: часто; Східна Ґренландія: часто |             |            |
| Calamagrostis purpurascens R.Br.                                                    | Західна Ґренландія: розкидано; Східна Ґренландія: розкидано |             |            |
| Куничник прямий * Calamagrostis stricta (Timm) Koeler                               | Західна Ґренландія: часто; Східна Ґренландія: часто |             |            |
| Грястиця збірна * Dactylis glomerata L.                                             | Західна Ґренландія: стійкий адвентивний |             |            |
| Danthonia spicata (L.) P. Beauv. ex Roem. & Schult.                                 | Південна Ґренландія: рідко |             |            |
| Deschampsia alpina (L.) Roem. & Schult.                                             | Західна Ґренландія: розкидано, Східна Ґренландія: розкидано |             |            |
| Щучник дернистий * Deschampsia cespitosa (L.) P. Beauv.                             | Західна Ґренландія: стійкий адвентивний |             |            |
| Deschampsia sukatschewii (Popl.) Roshev.                                            | Західна Ґренландія: розкидано, Східна Ґренландія: розкидано |             |            |
| Dupontia fisheri R.Br.                                                              | Західна Ґренландія: рідко; Східна Ґренландія: рідко |             |            |
| Пирій повзучий * Elytrigia repens (L.) Nevski                                       | Західна Ґренландія: стійкий адвентивний |             |            |
| Elymus alaskanus (Scribn. & Merr.) Á.Löve                                           | Західна Ґренландія: рідко; Східна Ґренландія: розкидано |             |            |
| Elymus trachycaulus (Link) Gould ex Shinners                                        | Західна Ґренландія: розкидано; Східна Ґренландія: рідко |             |            |
| Elymus violaceus (Hornem.) Feilberg                                                 | Західна Ґренландія: рідко | LC          |            |
| Festuca baffinensis Polunin                                                         | Західна Ґренландія: рідко; Східна Ґренландія: часто |             |            |
| Festuca brachyphylla Schult. & Schult.f.                                            | Західна Ґренландія: часто; Східна Ґренландія: часто |             |            |
| Festuca edlundiae S.Aiken, Consaul & Lefkovitch                                     | Західна Ґренландія: рідко; Східна Ґренландія: рідко |             |            |
| Festuca frederikseniae E.B.Alexeev                                                  | Західна Ґренландія: розкидано; Східна Ґренландія: розкидано |             |            |
| Festuca hyperborea Holmen ex Fred.                                                  | Західна Ґренландія: рідко; Східна Ґренландія: розкидано |             |            |
| Костриця червона * Festuca rubra L.                                                 | Західна Ґренландія: часто; Східна Ґренландія: часто |             |            |
| Festuca saximontana Rydb.                                                           | Західна Ґренландія: розкидано |             |            |
| Festuca vivipara (L.) Sm.                                                           | Західна Ґренландія: розкидано; Східна Ґренландія: розкидано |             |            |
| Festuca viviparoidea Krajina ex Pavlick                                             | Східна Ґренландія: розкидано |             |            |
| Hierochloë alpina (Sw.) Roem. & Schult.                                             | Західна Ґренландія: часто; Східна Ґренландія: часто |             |            |
| Чаполоч пахуча * Hierochloë odorata (L.) Wahlenb.                                   | Західна Ґренландія: рідко |             |            |
| Hierochloë orthantha T.J.Sørensen                                                   | Західна Ґренландія: розкидано; Східна Ґренландія: рідко |             |            |
| Колосняк піщаний * Leymus arenarius (L.) Hochst.                                    | Західна Ґренландія: рідко |             |            |
| Leymus mollis (Trin.) Pilg.                                                         | Західна Ґренландія: часто; Східна Ґренландія: рідко |             |            |
| Біловус стиснутий * Nardus stricta L.                                               | Західна Ґренландія: розкидано; Східна Ґренландія: рідко |             |            |
| Pleuropogon sabinei R.Br.                                                           | Західна Ґренландія: рідко; Східна Ґренландія: розкидано |             |            |
| Phippsia algida (Sol.) R.Br.                                                        | Західна Ґренландія: часто; Східна Ґренландія: часто | LC          |            |
| Тимофіївка альпійська * Phleum alpinum L.                                           | Західна Ґренландія: розкидано; Східна Ґренландія: часто | LC          |            |
| Тимофіївка лучна * Phleum pratense L.                                               | Західна Ґренландія: стійкий адвентивний |             |            |
| Poa abbreviata R.Br.                                                                | Західна Ґренландія: рідко; Східна Ґренландія: рідко |             |            |
| Тонконіг альпійський * Poa alpina L.                                                | Західна Ґренландія: часто; Східна Ґренландія: часто |             |            |
| Тонконіг однорічний * Poa annua L.                                                  | Західна і Східна Ґренландія: стійкий адвентивний |             |            |
| Poa arctica R.Br.                                                                   | Західна Ґренландія: часто; Східна Ґренландія: часто |             |            |
| Тонконіг сизий * Poa glauca Vahl                                                    | Західна Ґренландія: часто; Східна Ґренландія: часто |             |            |
| Poa hartzii Gand.                                                                   | Західна Ґренландія: рідко, східна Ґренландія: розкидано |             |            |
| Тонконіг дібровний * Poa nemoralis L.                                               | Західна Ґренландія: розкидано, Східна Ґренландія: рідко |             |            |
| Тонконіг лучний * Poa pratensis L.                                                  | Західна Ґренландія: часто; Східна Ґренландія: часто |             |            |
| Тонконіг звичайний * Poa trivialis L.                                               | Західна Ґренландія: стійкий адвентивний |             |            |
| Puccinellia andersonii Swallen                                                      | Західна Ґренландія: рідко; Східна Ґренландія: рідко |             |            |
| Puccinellia angustata (R.Br.) E.L.Rand & Redfield                                   | Західна Ґренландія: розкидано, східна Ґренландія: часто |             |            |
| Puccinellia bruggemannii T.J.Sørensen                                               | Східна Ґренландія: розкидано |             |            |
| Puccinellia coarctata Fernald & Weath.                                              | Західна Ґренландія: розкидано, східна Ґренландія: розкидано |             |            |
| Puccinellia groenlandica T.J.Sørensen                                               | Ендемік. Західна Ґренландія: розкидано |             |            |
| Puccinellia laurentiana Fernald & Weath.                                            | Західна Ґренландія: рідко |             |            |
| Puccinellia maritima (Huds.) Parl.                                                  | Західна Ґренландія: рідко |             |            |
| Puccinellia nuttalliana (Schult.) Hitchc.                                           | Західна Ґренландія: рідко |             |            |
| Puccinellia phryganodes (Trin.) Scribn. & Merr.                                     | Західна Ґренландія: часто; Східна Ґренландія: часто |             |            |
| Puccinellia porsildii T.J.Sørensen                                                  | Західна Ґренландія: рідко |             |            |
| Puccinellia tenella (Lange) Holmb.                                                  | Західна Ґренландія: розкидано |             |            |
| Puccinellia vaginata (Lange) Fernald & Weath.                                       | Західна Ґренландія: розкидано; Східна Ґренландія: рідко |             |            |
| Puccinellia vahliana (Liebm.) Scribn. & Merr.                                       | Західна Ґренландія: розкидано; Східна Ґренландія: розкидано |             |            |
| Костриця лучна * Schedonorus pratensis (Huds.) P. Beauv.                            | Західна Ґренландія: стійкий адвентивний |             |            |
| Trisetum spicatum (L.) K. Richt.                                                    | Західна Ґренландія: часто; Східна Ґренландія: часто |             |            |
| Vahlodea atropurpurea (Wahlenb.) Fr. ex Hartm.                                      | Західна Ґренландія: розкидано; Східна Ґренландія: рідко |             |            |
| Родина: Рогозові (Typhaceae)                                                        | |             |            |
| Їжача голівка вузьколиста * Sparganium angustifolium Michx.                         | Південь Ґренландії | LC          |            |
| Sparganium hyperboreum Laest. ex Beurl.                                             | Південь Ґренландії; Східна Ґренландія: рідко | LC          |            |
| Клас: Дводольні (Magnoliopsida)                                                     | |             |            |
| Порядок: Аралієцвіті (Apiales)                                                      | |             |            |
| Родина: Окружкові (Apiaceae)                                                        | |             |            |
| Дягель лікарський * Angelica archangelica L.                                        | Введений вид; південь і південний захід Ґренландії |             |            |
| Ligusticum scoticum L.                                                              | Крайній південь Ґренландії |             |            |
| Порядок: Айстроцвіті (Asterales)                                                    | |             |            |
| Родина: Айстрові (Asteraceae)                                                       | |             |            |
| Деревій звичайний * Achillea millefolium L.                                         | Західна Ґренландія: рідко; Східна Ґренландія: рідко |             |            |
| Antennaria alpina (L.) Gaertn.                                                      | Західна Ґренландія: часто; Східна Ґренландія: часто |             |            |
| Antennaria friesiana (Trautv.) E.Ekman                                              | Західна Ґренландія: часто |             |            |
| Antennaria hansii A.Kern.                                                           | Ендемік; Західна Ґренландія: часто; Східна Ґренландія: рідко |             |            |
| Antennaria media Greene                                                             | Західна Ґренландія: розкидано; Східна Ґренландія: рідко |             |            |
| Antennaria monocephala DC.                                                          | Західна Ґренландія: розкидано |             |            |
| Antennaria rosea Greene                                                             | Західна Ґренландія: розкидано; Східна Ґренландія: рідко |             |            |
| Arnica angustifolia Vahl                                                            | Західна Ґренландія: часто; Східна Ґренландія: рідко |             |            |
| Artemisia borealis Pall.                                                            | Західна Ґренландія: часто |             |            |
| Осот польовий * Cirsium arvense (L.) Scop.                                          | Західна Ґренландія: стійкий адвентивний |             |            |
| Осот різнолистий * Cirsium helenioides (L.) Hill                                    | Західна Ґренландія: рідко |             |            |
| Erigeron alpiniformis Cronquist                                                     | Західна Ґренландія: розкидано; Східна Ґренландія: розкидано |             |            |
| Erigeron compositus Pursh                                                           | Західна Ґренландія: розкидано; Східна Ґренландія: часто |             |            |
| Erigeron humilis Graham                                                             | Західна Ґренландія: розкидано; Східна Ґренландія: часто |             |            |
| Злинка однокошикова * Erigeron uniflorus L.                                         | Південь |             |            |
| Сухоцвіт багновий * Gnaphalium uliginosum L.                                        | Західна Ґренландія: рідко |             |            |
| Нечуйвітер альпійський * Hieracium alpinum L.                                       | Західна Ґренландія: розкидано; Східна Ґренландія: часто |             |            |
| Нечуйвітер зонтичний * Hieracium umbellatum L.                                      | Південь Ґренландії |             |            |
| Празелень звичайна * Lapsana communis L.                                            | Введений вид |             |            |
| Ромашка лікарська * Matricaria chamomilla L.                                        | Введений вид |             |            |
| Matricaria discoidea * DC.                                                          | Західна Ґренландія: стійкий адвентивний |             |            |
| Сухоцвіт норвезький * Omalotheca norvegica (Gunnerus) Sch.Bip. & F.W. Schultz       | Західна Ґренландія: розкидано; Східна Ґренландія: розкидано |             |            |
| Omalotheca supina * (L.) DC.                                                        | Західна Ґренландія: розкидано; Східна Ґренландія: часто |             |            |
| Жовтозілля звичайне * Senecio vulgaris L.                                           | Західна Ґренландія: стійкий адвентивний |             |            |
| Scorzoneroides autumnalis (L.) Moench                                               | Західна Ґренландія: стійкий адвентивний |             |            |
| Taraxacum arcticum (Trautv.) Dahlst.                                                | Східна Ґренландія: часто |             |            |
| Taraxacum croceum Dahlst.                                                           | Західна Ґренландія: часто, Східна Ґренландія: розкидано |             |            |
| Taraxacum holmenianum Sahlin                                                        | Поширений у східній Ґренландії |             |            |
| Кульбаба лікарська * Taraxacum officinale F. H. Wigg.                               | Введений вид |             |            |
| Taraxacum phymatocarpum J.Vahl                                                      | Поширений у східній та західній Ґренландії |             |            |
| Tripleurospermum maritimum (L.) W.D.J.Koch                                          | Західна Ґренландія: рідко; Східна Ґренландія: рідко |             |            |
| Родина: Дзвоникові (Campanulaceae)                                                  | |             |            |
| Дзвоники круглолисті * Campanula rotundifolia L.                                    | Західна Ґренландія: часто; Східна Ґренландія: часто |             |            |
| Campanula uniflora L.                                                               | Західна Ґренландія: часто; Східна Ґренландія: часто |             |            |
| Родина: Бобівникові (Menyanthaceae)                                                 | |             |            |
| Бобівник трилистий * Menyanthes trifoliata L.                                       | Західна Ґренландія: розкидано; Східна Ґренландія: рідко | LC          |            |
| Порядок: Шорстколистоцвіті (Boraginales)                                            | |             |            |
| Родина: Шорстколисті (Boraginaceae)                                                 | |             |            |
| Гостриця лежача * Asperugo procumbens L.                                            | Західна Ґренландія: стійкий адвентивний |             |            |
| Mertensia maritima (L.) Gray                                                        | Західна Ґренландія: часто, Східна Ґренландія: рідко |             |            |
| Незабудка польова * Myosotis arvensis (L.) Hill                                     | Західна Ґренландія: стійкий адвентивний |             |            |
| Порядок: Капустоцвіті (Brassicales)                                                 | |             |            |
| Родина: Капустяні (Brassicaceae)                                                    | |             |            |
| Arabidopsis arenicola (Richardson) Al-Shehbaz, R.Elven, D. Murray & S.I. Warwick    | Західна Ґренландія: розкидано, Східна Ґренландія: рідко |             |            |
| Гусимець альпійський * Arabis alpina L.                                             | Західна Ґренландія: часто, Східна Ґренландія: часто |             |            |
| Суріпиця пряма * Barbarea stricta Andrz.                                            | Західна Ґренландія: Стійкий адвентивний |             |            |
| Boechera holboellii (Hornem.) Á. Löve & D. Löve                                     | Західна Ґренландія: розкидано, Східна Ґренландія: рідко |             |            |
| Braya glabella Richardson                                                           | Західна Ґренландія: рідко, східна Ґренландія: часто |             |            |
| Braya humilis (C.A.Mey.) B.L.Rob.                                                   | Західна Ґренландія: рідко, східна Ґренландія: розкидано |             |            |
| Braya linearis Rouy                                                                 | Західна Ґренландія: рідко, Східна Ґренландія: рідко |             |            |
| Braya thorild-wulffii Ostenf.                                                       | Західна Ґренландія: рідко, Східна Ґренландія: рідко |             |            |
| Cakile edentula (Bigelow) Hook.                                                     | Західна Ґренландія: рідко |             |            |
| Грицики звичайні * Capsella bursa-pastoris (L.) Medik.                              | Введений вид. Західна Ґренландія |             |            |
| Cardamine bellidifolia L.                                                           | Західна Ґренландія: часто, Східна Ґренландія: часто |             |            |
| Жеруха лучна * Cardamine pratensis L.                                               | Західна Ґренландія: часто, Східна Ґренландія: часто |             |            |
| Cochlearia groenlandica L.                                                          | Західна Ґренландія: часто, Східна Ґренландія: часто | LC          |            |
| Draba alpina L.                                                                     | Західна Ґренландія: часто, Східна Ґренландія: часто |             |            |
| Draba arctica J.Vahl                                                                | Західна Ґренландія: розкидано, Східна Ґренландія: розкидано |             |            |
| Draba arctogena (E.Ekman) E.Ekman                                                   | Західна Ґренландія: рідко, Східна Ґренландія: розкидано |             |            |
| Draba aurea Vahl ex Hornem.                                                         | Західна Ґренландія: часто, Східна Ґренландія: рідко |             |            |
| Draba cana Rydb.                                                                    | Західна Ґренландія: розкидано, Східна Ґренландія: рідко |             |            |
| Draba cinerea Adams                                                                 | Західна Ґренландія: розкидано, Східна Ґренландія: рідко |             |            |
| Draba corymbosa R.Br. ex DC.                                                        | Західна Ґренландія: рідко, східна Ґренландія: розкидано |             |            |
| Draba crassifolia Graham                                                            | Західна Ґренландія: розкидано, східна Ґренландія: розкидано |             |            |
| Draba fladnizensis Wulf.                                                            | Західна Ґренландія: рідко, східна Ґренландія: розкидано | VU          |            |
| Draba glabella Pursh                                                                | Західна Ґренландія: часто, східна Ґренландія: розкидано |             |            |
| Draba incana L.                                                                     | Західна Ґренландія: розкидано, Східна Ґренландія: рідко |             |            |
| Draba lactea Adams                                                                  | Західна Ґренландія: часто, Східна Ґренландія: часто |             |            |
| Draba micropetala Hook.                                                             | Західна Ґренландія: часто, Східна Ґренландія: часто |             |            |
| Draba nivalis Lilj.                                                                 | Західна Ґренландія: часто, Східна Ґренландія: часто |             |            |
| Draba norvegica Gunnerus                                                            | Західна Ґренландія: часто, Східна Ґренландія: часто |             |            |
| Draba oblongata R.Br. ex DC.                                                        | Західна Ґренландія: часто, Східна Ґренландія: часто |             |            |
| Draba oxycarpa Sommerf.                                                             | Східна Ґренландія: часто |             |            |
| Draba pauciflora R.Br.                                                              | Західна Ґренландія: часто, Східна Ґренландія: часто |             |            |
| Крупка сибірська * Draba sibirica (Pall.)Thell.                                     | Східна Ґренландія: рідко |             |            |
| Draba subcapitata Simmons                                                           | Західна Ґренландія: розкидано, східна Ґренландія: часто |             |            |
| Erysimum pallasii (Pursh) Fernald                                                   | Західна Ґренландія: рідко |             |            |
| Eutrema edwardsii R.Br.                                                             | Західна Ґренландія: рідко, східна Ґренландія: розкидано |             |            |
| Physaria arctica (Wormsk. ex Hornem.) O'Kane & Al-Shehbaz                           | Західна Ґренландія: розкидано, східна Ґренландія: часто |             |            |
| Редька дика * Raphanus raphanistrum L.                                              | Введений вид. |             |            |
| Rorippa islandica (Oeder) Borbás                                                    | Західна Ґренландія: рідко |             |            |
| Водяний хрін болотяний * Rorippa palustris (L.) Besser                              | Західна Ґренландія: стійкий адвентивний |             |            |
| Гірчиця польова * Sinapis arvensis L.                                               | Введений вид |             |            |
| Шильник водяний * Subularia aquatica L.                                             | Західна Ґренландія: розкидано, Східна Ґренландія: рідко |             |            |
| Талабан польовий * Thlaspi arvense L.                                               | Західна Ґренландія: Стійкий адвентивний |             |            |
| Transberingia bursifolia (DC.) Al-Shehbaz & O'Kane                                  | Західна Ґренландія: розкидано |             |            |
| Порядок: Бруслиноцвіті (Celastrales)                                                | |             |            |
| Родина: Бруслинові (Celastraceae)                                                   | |             |            |
| Parnassia kotzebuei Cham. & Schltdl. ex Spreng.                                     | Південна Ґренландія: рідко |             |            |
| Порядок: Черсакоцвіті (Dipsacales)                                                  | |             |            |
| Родина: Жимолостеві (Caprifoliaceae)                                                | |             |            |
| Ліннея північна * Linnaea borealis L.                                               | Південна Ґренландія: розкидано; Східна Ґренландія: рідко |             |            |
| Порядок: Бобовоцвіті (Fabales)                                                      | |             |            |
| Родина: Бобові (Fabaceae)                                                           | |             |            |
| Чина японська Lathyrus japonicus Willd.                                             | Західна Ґренландія: рідко, східна Ґренландія: рідко |             |            |
| Чина лучна * Lathyrus pratensis L.                                                  | Західна Ґренландія: стійкий адвентивний |             |            |
| Конюшина лучна * Trifolium pratense L.                                              | Західна Ґренландія: стійкий адвентивний |             |            |
| Конюшина повзуча * Trifolium repens L.                                              | Західна Ґренландія: стійкий адвентивний |             |            |
| Горошок мишачий * Vicia cracca L.                                                   | Введений вид. Західна Ґренландія |             |            |
| Горошок плотовий * Vicia sepium L.                                                  | Західна Ґренландія: стійкий адвентивний |             |            |
| Родина: Китяткові (Polygalaceae)                                                    | |             |            |
| Polygala serpyllifolia Hosé                                                         | Південно-Східна Ґренландія: рідко. Цей, загалом, помірно-атлантичний вид ймовірно введений                                                                                                  |             |            |
| Порядок: Тирличецвіті (Gentianales)                                                 | |             |            |
| Родина: Тирличеві (Gentianaceae)                                                    | |             |            |
| Comastoma tenellum (Rottb.) Toyok.                                                  | Західна Ґренландія: рідко, східна Ґренландія: розкидано |             |            |
| Тирлич сніговий * Gentiana nivalis L.                                               | Західна Ґренландія: розкидано, східна Ґренландія: розкидано |             |            |
| Тирличничок осінній * Gentianella amarella (L.) Börner                              | Південна Ґренландія: рідко |             |            |
| Gentianella aurea (L.) H.Sm.                                                        | Західна Ґренландія: розкидано, східна Ґренландія: рідко |             |            |
| Gentianopsis detonsa (Rottb.) Ma                                                    | Західна Ґренландія: рідко, східна Ґренландія: рідко | LC          |            |
| Lomatogonium rotatum (L.) Fries ex Fern.                                            | Західна Ґренландія: розкидано | LC          |            |
| Родина: Маренові (Rubiaceae)                                                        | |             |            |
| Підмаренник північний * Galium boreale L.                                           | Південна Ґренландія: рідко |             |            |
| Підмаренник Рупрехта * Galium trifidum L.                                           | Західна Ґренландія: розкидано, Східна Ґренландія: рідко |             |            |
| Galium triflorum Michx.                                                             | Західна Ґренландія: розкидано, Східна Ґренландія: рідко |             |            |
| Підмаренник багновий * Galium uliginosum L.                                         | Західна Ґренландія: стійкий адвентивний |             |            |
| Порядок: Геранієцвіті (Geraniales)                                                  | |             |            |
| Родина: Геранієві (Geraniaceae)                                                     | |             |            |
| Герань лісова * Geranium sylvaticum L.                                              | Південна Ґренландія: рідко |             |            |
| Порядок: Губоцвіті (Lamiales)                                                       | |             |            |
| Родина: Глухокропивові (Lamiaceae)                                                  | |             |            |
| Глуха кропива пурпурова * Lamium purpureum L.                                       | Західна Ґренландія: стійкий адвентивний |             |            |
| Thymus groenlandicus Klokov                                                         | Зростає у кам'янистій тундрі узбережжя у південно-західній Ґренландії |             |            |
| Thymus praecox Opiz                                                                 | Західна Ґренландія: розкидано, Східна Ґренландія: рідко |             |            |
| Родина: Пухирникові (Lentibulariaceae)                                              | |             |            |
| Товстянка звичайна * Pinguicula vulgaris L.                                         | Західна Ґренландія: часто, Східна Ґренландія: часто |             |            |
| Пухирник середній * Utricularia intermedia Hayne                                    | Західна Ґренландія: рідко |             |            |
| Пухирник малий * Utricularia minor L.                                               | Західна Ґренландія: розкидано, Східна Ґренландія: рідко |             |            |
| Utricularia ochroleuca R.W.Hartm.                                                   | Західна Ґренландія: розкидано |             |            |
| Родина: Вовчкові (Orobanchaceae)                                                    | |             |            |
| Бартсія альпійська * Bartsia alpina L.                                              | Західна Ґренландія: часто, Східна Ґренландія: розкидано |             |            |
| Euphrasia frigida Pugsley                                                           | Західна Ґренландія: часто, Східна Ґренландія: часто |             |            |
| Pedicularis albolabiata (Hultén) Kozhevn.                                           | Північно-Західна Ґренландія |             |            |
| Pedicularis flammea L.                                                              | Західна Ґренландія: часто, Східна Ґренландія: часто |             |            |
| Pedicularis groenlandica Retz.                                                      | Західна Ґренландія: рідко |             |            |
| Pedicularis hirsuta L.                                                              | Західна Ґренландія: часто, Східна Ґренландія: часто |             |            |
| Pedicularis labradorica Wirsing                                                     | Західна Ґренландія: розкидано |             |            |
| Pedicularis lanata Willd. ex Cham. & Schltdl.                                       | Західна Ґренландія: розкидано |             |            |
| Pedicularis langsdorffii Fisch. ex Steven                                           | Західна Ґренландія |             |            |
| Pedicularis lapponica L.                                                            | Західна Ґренландія: розкидано, Східна Ґренландія: розкидано |             |            |
| Дзвінець малий * Rhinanthus minor L.                                                | Західна Ґренландія: розкидано, Східна Ґренландія: рідко |             |            |
| Родина: Подорожникові (Plantaginaceae)                                              | |             |            |
| Виринниця гачкувата * Callitriche hamulata L.                                       | Південно-Західна Ґренландія |             |            |
| Виринниця двостатева * Callitriche hermaphroditica L.                               | Західна Ґренландія: рідко |             |            |
| Callitriche heterophylla Pursh                                                      | Західна Ґренландія: розкидано, Східна Ґренландія: рідко |             |            |
| Виринниця болотна * Callitriche palustris L.                                        | Західна Ґренландія: розкидано, Східна Ґренландія: рідко | LC          |            |
| Hippuris lanceolata Retz.                                                           | Західна Ґренландія: розкидано, Східна Ґренландія: розкидано |             |            |
| Подорожник морський * Plantago maritima L.                                          | Західна Ґренландія: часто, Східна Ґренландія: рідко |             |            |
| Вероніка альпійська * Veronica alpina L.                                            | Західна Ґренландія: часто, Східна Ґренландія: часто |             |            |
| Вероніка кущикова * Veronica fruticans Jacq.                                        | Західна Ґренландія: розкидано, Східна Ґренландія: розкидано |             |            |
| Вероніка чебрецелиста * Veronica serpyllifolia L.                                   | Західна Ґренландія: стійкий адвентивний |             |            |
| Veronica wormskjoldii Roem. & Schult.                                               | Західна Ґренландія: розкидано, Східна Ґренландія: рідко |             |            |
| Родина: Ранникові (Scrophulariaceae)                                                | |             |            |
| Мулянка водяна * Limosella aquatica L.                                              | Західна Ґренландія: розкидано, Східна Ґренландія: рідко | LC          |            |
| Льонок звичайний * Linaria vulgaris Mill.                                           | Західна Ґренландія: стійкий адвентивний |             |            |
| Порядок: Мальпігієві (Malpighiales)                                                 | |             |            |
| Родина: Вербові (Salicaceae)                                                        | |             |            |
| Верба арктична Salix arctica Pall.                                                  | Західна Ґренландія: розкидано, східна Ґренландія: часто |             |            |
| Salix arctophila Cockerell                                                          | Західна Ґренландія: часто |             |            |
| Salix glauca L.                                                                     | Західна Ґренландія: часто, Східна Ґренландія: часто |             |            |
| Верба трав'яна * Salix herbacea L.                                                  | Західна Ґренландія: часто, Східна Ґренландія: часто |             |            |
| Salix uva-ursi Pursh                                                                | Західна Ґренландія: розкидано |             |            |
| Родина: Фіалкові (Violaceae)                                                        | |             |            |
| Viola adunca Sm.                                                                    | Західна Ґренландія: розкидано, Східна Ґренландія: рідко |             |            |
| Фіалка собача * Viola canina L.                                                     | Західна Ґренландія: рідко |             |            |
| Фіалка болотна * Viola palustris L.                                                 | Західна Ґренландія: розкидано, Східна Ґренландія: розкидано | LC          |            |
| Viola selkirkii Pursh ex Goldie                                                     | Західна Ґренландія: розкидано |             |            |
| Порядок: Гвоздикоцвіті (Caryophyllales)                                             | |             |            |
| Родина: Амарантові (Amaranthaceae)                                                  | |             |            |
| Atriplex longipes                                                                   | Західна Ґренландія: рідко |             |            |
| Лобода біла * Chenopodium album L.                                                  | Західна Ґренландія: стійкий адвентивний |             |            |
| Родина: Гвоздичні (Caryophyllaceae)                                                 | |             |            |
| Arenaria humifusa                                                                   | Західна Ґренландія: розкидано, Східна Ґренландія: рідко |             |            |
| Arenaria pseudofrigida                                                              | Східна Ґренландія: часто |             |            |
| Роговик альпійський * Cerastium alpinum L.                                          | Західна Ґренландія: часто, Східна Ґренландія: часто |             |            |
| Cerastium arcticum Lange coll.                                                      | Західна Ґренландія: часто, Східна Ґренландія: часто | LC          |            |
| Роговик польовий * Cerastium arvense L.                                             | Західна Ґренландія: рідко |             |            |
| Cerastium cerastoides * (L.) Britton                                                | Західна Ґренландія: часто, Східна Ґренландія: часто |             |            |
| Роговик джерельний * Cerastium fontanum Baumg.                                      | Рідкісний у ПІвденній Ґренландії |             |            |
| Cerastium regelii Ostenf.                                                           | Східна Ґренландія: часто |             |            |
| Honckenya peploides (L.) Ehrh.                                                      | Західна Ґренландія: часто, Східна Ґренландія: часто |             |            |
| Minuartia biflora (L.) Schinz & Thell.                                              | Західна Ґренландія: часто, Східна Ґренландія: часто |             |            |
| Minuartia groenlandica (Retz.)Ostenf.                                               | Західна Ґренландія: розкидано, Східна Ґренландія: рідко |             |            |
| Minuartia rossii (R.Br. ex Richardson) Graebn.                                      | Західна Ґренландія: рідко, східна Ґренландія: розкидано |             |            |
| Minuartia rubella (Wahlenb.) Hiern                                                  | Західна Ґренландія: часто, Східна Ґренландія: часто | LC          |            |
| Minuartia stricta (Sw.) Hiern                                                       | Західна Ґренландія: розкидано, Східна Ґренландія: розкидано |             |            |
| Sagina caespitosa (J.Vahl) Lange                                                    | Західна Ґренландія: розкидано, Східна Ґренландія: рідко |             |            |
| Sagina nivalis (Lindbl.) Fries                                                      | Західна Ґренландія: часто, Східна Ґренландія: часто |             |            |
| Моховинка вузлувата * Sagina nodosa (L.) Fenzl                                      | Західна Ґренландія: рідко |             |            |
| Моховинка лежача * Sagina procumbens L.                                             | Введений вид. Західна Ґренландія: розкидано, Східна Ґренландія: рідко |             |            |
| Моховинка моховидна * Sagina saginoides (L.) H.Karst.                               | Західна Ґренландія: розкидано, Східна Ґренландія: розкидано |             |            |
| Silene acaulis (L.) Jacq.                                                           | Західна Ґренландія: часто, Східна Ґренландія: часто |             |            |
| Silene involucrata (Cham. & Schltdl.) Bocquet                                       | Західна Ґренландія: часто, Східна Ґренландія: часто |             |            |
| Смілка широколиста * Silene latifolia Poir.                                         | Введений вид |             |            |
| Silene suecica (Lodd. et al.) Greuter & Burdet                                      | Південна Ґренландія |             |            |
| Silene sorensenis (B.Boivin) Bocquet                                                | Західна Ґренландія: часто, Східна Ґренландія: часто |             |            |
| Silene uralensis (Rupr.) Bocquet                                                    | Західна Ґренландія: розкидано, Східна Ґренландія: розкидано |             |            |
| Spergularia canadensis (Pers.) G.Don                                                | Західна Ґренландія: рідко |             |            |
| Stellaria borealis Bigelow                                                          | Західна Ґренландія: розкидано, Східна Ґренландія: рідко |             |            |
| Stellaria humifusa Rottb.                                                           | Західна Ґренландія: часто, Східна Ґренландія: часто | LC          |            |
| Stellaria longipes Goldie                                                           | Західна Ґренландія: часто, Східна Ґренландія: часто |             |            |
| Зірочник середній * Stellaria media (L.) Vill.                                      | Введений вид. Західна Ґренландія, Східна Ґренландія |             |            |
| Родина: Росичкові (Droseraceae)                                                     | |             |            |
| Росичка круглолиста * Drosera rotundifolia L.                                       | Західна Ґренландія: рідко |             |            |
| Родина: Кермекові (Plumbaginaceae)                                                  | |             |            |
| Armeria maritima * (Mill.) Willd.                                                   | Західна Ґренландія: рідко |             |            |
| Armeria scabra Pall. ex Roem. & Schult.                                             | Західна Ґренландія: часто, Східна Ґренландія: часто |             |            |
| Родина: Гречкові (Polygonaceae)                                                     | |             |            |
| Гірчак живорідний * Bistorta vivipara (L.) Delarbre                                 | Західна Ґренландія: часто, Східна Ґренландія: часто |             |            |
| Koenigia islandica L.                                                               | Західна Ґренландія: часто, Східна Ґренландія: часто | LC          |            |
| Кисличник двостовпчиковий * Oxyria digyna (L.) Hill                                 | Західна Ґренландія: часто, Східна Ґренландія: часто |             |            |
| Гірчак почечуйний * Persicaria maculosa Gray                                        | Введений вид. Південна Ґренландія | LC          |            |
| Спориш звичайний * Polygonum aviculare L.                                           | Введений вид. Південна Ґренландія |             |            |
| Щавель горобиний * Rumex acetosella L.                                              | Західна Ґренландія: розкидано, Східна Ґренландія: розкидано |             |            |
| Rumex lapponicus (Hiitonen) Czernov                                                 | Західна Ґренландія: рідко |             |            |
| Щавель довголистий * Rumex longifolius DC.                                          | Західна Ґренландія: рідко |             |            |
| Родина: Портулакові (Portulacaceae)                                                 | |             |            |
| Montia fontana L.                                                                   | Західна Ґренландія: часто, Східна Ґренландія: рідко | LC          |            |
| Порядок: Дереноцвіті (Cornales)                                                     | |             |            |
| Родина: Деренові (Cornaceae)                                                        | |             |            |
| Cornus canadensis L.                                                                | Південна Ґренландія: рідко |             |            |
| Cornus suecica L.                                                                   | Західна Ґренландія: розкидано, Східна Ґренландія: рідко |             |            |
| Порядок: Вересоцвіті (Ericales)                                                     | |             |            |
| Родина: Діапензієві (Diapensiaceae)                                                 | |             |            |
| Diapensia lapponica L.                                                              | Західна Ґренландія: часто, Східна Ґренландія: розкидано |             |            |
| Родина: Вересові (Ericaceae)                                                        | |             |            |
| Андромеда багатолиста * Andromeda polifolia L.                                      | Західна Ґренландія: рідко |             |            |
| Мучниця звичайна * Arctostaphylos uva-ursi (L.) Spreng.                             | Західна Ґренландія: рідко |             |            |
| Arctous alpina * (L.) Nied.                                                         | Західна Ґренландія: рідко, Східна Ґренландія: рідко |             |            |
| Cassiope tetragona (L.) D.Don                                                       | Західна Ґренландія: часто, Східна Ґренландія: часто |             |            |
| Водянка чорна * Empetrum nigrum L.                                                  | Західна Ґренландія: часто, Східна Ґренландія: часто |             |            |
| Harrimanella hypnoides (L.) Coville                                                 | Західна Ґренландія: часто, Східна Ґренландія: часто |             |            |
| Наскельниця лежача * Kalmia procumbens (L.) Gift et al. ex Galasso, Banfi & F.Conti | Західна Ґренландія: часто, Східна Ґренландія: часто |             |            |
| Ортилія однобока * Orthilia secunda (L.) House                                      | Західна Ґренландія: рідко |             |            |
| Phyllodoce caerulea (L.) Bab.                                                       | Західна Ґренландія: часто, Східна Ґренландія: часто |             |            |
| Pyrola grandiflora Radius                                                           | Західна Ґренландія: часто, Східна Ґренландія: розкидано |             |            |
| Грушанка мала * Pyrola minor L.                                                     | Західна Ґренландія: часто, Східна Ґренландія: часто |             |            |
| Rhododendron groenlandicum (Oeder) Kron & Judd                                      | Західна Ґренландія: розкидано |             |            |
| Rhododendron lapponicum (L.) Wahlenb.                                               | Західна Ґренландія: часто, Східна Ґренландія: часто |             |            |
| Багно звичайне * Rhododendron tomentosum Harmaja                                    | Західна Ґренландія: часто |             |            |
| Чорниця * Vaccinium myrtillus L.                                                    | Західна Ґренландія: рідко |             |            |
| Журавлина болотна * Vaccinium oxycoccos L.                                          | Західна Ґренландія: розкидано |             |            |
| Буяхи * Vaccinium uliginosum L.                                                     | Західна Ґренландія: часто, Східна Ґренландія: часто |             |            |
| Брусниця звичайна * Vaccinium vitis-idaea L.                                        | Західна Ґренландія: розкидано | LC          |            |
| Родина: Синюхові (Polemoniaceae)                                                    | |             |            |
| Polemonium boreale Adams                                                            | Східна Ґренландія: рідко |             |            |
| Родина: Первоцвітові (Primulaceae)                                                  | |             |            |
| Переломник північний * Androsace septentrionalis L.                                 | присутність непевна |             |            |
| Primula egaliksensis Wormsk. ex Hornem.                                             | Західна Ґренландія: рідко |             |            |
| Primula stricta Hornem.                                                             | Західна Ґренландія: розкидано, Східна Ґренландія: рідко | LC          |            |
| Одинарник європейський * Trientalis europaea L.                                     | південна Ґренландія |             |            |
| Порядок: Букоцвіті (Fagales)                                                        | |             |            |
| Родина: Березові (Betulaceae)                                                       | |             |            |
| Вільха зелена * Alnus viridis (Chaix) DC.                                           | Західна Ґренландія: розкидано |             |            |
| Betula glandulosa Michx.                                                            | Західна Ґренландія: розкидано |             |            |
| Береза карликова Betula nana L.                                                     | Західна Ґренландія: часто, Східна Ґренландія: часто | LC          |            |
| Береза пухнаста * Betula pubescens Ehrh.                                            | Південна Ґренландія |             |            |
| Порядок: Миртоцвіті (Myrtales)                                                      | |             |            |
| Родина: Онагрові (Onagraceae)                                                       | |             |            |
| Хаменерій вузьколистий * Chamerion angustifolium (L.) Holub                         | Західна Ґренландія: часто, Східна Ґренландія: розкидано |             |            |
| Chamerion latifolium (L.) Sweet                                                     | Західна Ґренландія: часто, Східна Ґренландія: часто |             |            |
| Зніт курячоочковий * Epilobium anagallidifolium Lam.                                | Західна Ґренландія: часто, Східна Ґренландія: часто |             |            |
| Epilobium arcticum Sam.                                                             | Західна Ґренландія: рідко, Східна Ґренландія: розкидано |             |            |
| Epilobium hornemannii Rchb.                                                         | Західна Ґренландія: розкидано, Східна Ґренландія: рідко |             |            |
| Epilobium lactiflorum Hausskn.                                                      | Західна Ґренландія: розкидано, Східна Ґренландія: розкидано |             |            |
| Зніт болотний * Epilobium palustre L.                                               | Західна Ґренландія: розкидано, Східна Ґренландія: рідко |             |            |
| Порядок: Жовтецевоцвіті (Ranunculales)                                              | |             |            |
| Родина: Макові (Papaveraceae)                                                       | |             |            |
| Papaver dahlianum Nordh.                                                            | Західна Ґренландія: рідко, східна Ґренландія: рідко |             |            |
| Мак лапландський Papaver lapponicum Rottb.                                          | Західна Ґренландія: розкидано, східна Ґренландія: часто |             |            |
| Мак полярний Papaver radicatum Rottb.                                               | Усе узбережжя |             |            |
| Родина: Жовтецеві (Ranunculaceae)                                                   | |             |            |
| Anemone richardsonii Hook.                                                          | Західна Ґренландія: рідко |             |            |
| Coptidium lapponicum (L.) Gand. ex Rydb.                                            | Західна Ґренландія: розкидано |             |            |
| Coptis trifolia (L.) Salisb.                                                        | Західна Ґренландія: розкидано, Східна Ґренландія: розкидано |             |            |
| Halerpestes cymbalaria (Pursh) Greene                                               | Західна Ґренландія: рідко |             |            |
| Жовтець їдкий * Ranunculus acris L.                                                 | Південно-Західна Ґренландія |             |            |
| Ranunculus arcticus Richardson                                                      | Західна Ґренландія: розкидано, Східна Ґренландія: розкидано |             |            |
| Жовтець золотистий * Ranunculus auricomus L.                                        | Східна Ґренландія: рідко |             |            |
| Ranunculus confervoides (Fr.) Fr.                                                   | Західна Ґренландія: часто, Східна Ґренландія: розкидано |             |            |
| Ranunculus glacialis L.                                                             | Східна Ґренландія: часто |             |            |
| Ranunculus hyperboreus Rottb.                                                       | Західна Ґренландія: часто, Східна Ґренландія: часто |             |            |
| Ranunculus nivalis L.                                                               | Західна Ґренландія: розкидано, Східна Ґренландія: розкидано | LC          |            |
| Ranunculus pygmaeus Wahlenb.                                                        | Західна Ґренландія: часто, Східна Ґренландія: часто |             |            |
| Жовтець повзучий * Ranunculus repens L.                                             | Введений вид. Західна Ґренландія |             |            |
| Жовтець сланкий * Ranunculus reptans L.                                             | Західна Ґренландія: розкидано, Східна Ґренландія: рідко |             |            |
| Ranunculus sabinei R.Br.                                                            | Західна Ґренландія: рідко |             |            |
| Ranunculus sulphureus Sol.                                                          | Західна Ґренландія: розкидано, Східна Ґренландія: часто |             |            |
| Thalictrum alpinum * L.                                                             | Західна Ґренландія: часто, Східна Ґренландія: часто |             |            |
| Порядок: Розоцвіті (Rosales)                                                        | |             |            |
| Родина: Розові (Rosaceae)                                                           | |             |            |
| Alchemilla alpina L.                                                                | Західна Ґренландія: розкидано, Східна Ґренландія: розкидано |             |            |
| Alchemilla filicaulis Buser                                                         | Західна Ґренландія: розкидано, Східна Ґренландія: розкидано |             |            |
| Alchemilla glomerulans Buser                                                        | Західна Ґренландія: часто, Східна Ґренландія: часто |             |            |
| Alchemilla wichurae (Buser) Stefánsson                                              | Південно-східне узбережжя Ґренландії: рідко |             |            |
| Вовче тіло болотне * Comarum palustre L.                                            | Західна Ґренландія: розкидано, Східна Ґренландія: рідко | LC          |            |
| Dryas integrifolia Vahl                                                             | Західна Ґренландія: часто, Східна Ґренландія: часто |             |            |
| Дріада восьмипелюсткова * Dryas octopetala L.                                       | Зростає на невеликій ділянці в східній Ґренландії. Гібриди D. integrifolia x octopetala s. lat. трапляються у більш широкому діапазоні в східній, північній та північно-західній Ґренландії |             |            |
| Гравілат річковий * Geum rivale L.                                                  | Південна Ґренландія: рідко |             |            |
| Geum rossii (R.Br.) Ser.                                                            | Східна Ґренландія: рідко |             |            |
| Перстач гусячий * Potentilla anserina L.                                            | Західна Ґренландія: часто, Східна Ґренландія: розкидано | LC          |            |
| Potentilla arenosa (Turcz.) Juz.                                                    | Західна Ґренландія: часто, Східна Ґренландія: часто | NT          |            |
| Перстач Крантца * Potentilla crantzii (Crantz) Beck ex Fritsch                      | Західна Ґренландія: часто, Східна Ґренландія: часто |             |            |
| Potentilla glaucophylla Lehm.                                                       | Західна Ґренландія: рідко, Східна Ґренландія: рідко |             |            |
| Potentilla hyparctica Malte                                                         | Західна Ґренландія: часто, Східна Ґренландія: часто | LC          |            |
| Potentilla nivea L.                                                                 | Західна Ґренландія: часто, Східна Ґренландія: часто |             |            |
| Перстач норвезький * Potentilla norvegica L.                                        | Західна Ґренландія: стійкий адвентивний |             |            |
| Potentilla pedersenii Rydb.                                                         | Західна Ґренландія: часто, Східна Ґренландія: розкидано |             |            |
| Potentilla pulchella R.Br.                                                          | Західна Ґренландія: розкидано, Східна Ґренландія: розкидано |             |            |
| Potentilla rubella T.J.Sørensen                                                     | Східна Ґренландія: рідко |             |            |
| Potentilla stipularis L.                                                            | Східна Ґренландія: рідко |             |            |
| Potentilla subvahliana Jurtz.                                                       | Західна Ґренландія |             |            |
| Potentilla vahliana Lehm.                                                           | Західна Ґренландія: розкидано |             |            |
| Морошка Rubus chamaemorus L.                                                        | Західна Ґренландія: рідко |             |            |
| Малина звичайна * Rubus idaeus L.                                                   | Західна Ґренландія: стійкий адвентивний |             |            |
| Костяниця * Rubus saxatilis L.                                                      | Західна Ґренландія: рідко, східна Ґренландія: рідко |             |            |
| Sibbaldia procumbens L.                                                             | Західна Ґренландія: часто, східна Ґренландія: часто |             |            |
| Sibbaldia tridentata (Sol.) Paule & Soják                                           | Західна Ґренландія: часто, Східна Ґренландія: розкидано |             |            |
| Sorbus groenlandica (C.K. Schneid.) Á. Löve & D. Löve                               | Західна Ґренландія: рідко |             |            |
| Родина: Кропивні (Urticaceae)                                                       | |             |            |
| Кропива дводомна * Urtica dioica L.                                                 | Введений вид. Західна Ґренландія |             |            |
| Кропива жалка * Urtica urens L.                                                     | Введений вид. Західна Ґренландія |             |            |
| Порядок: Ломикаменецвіті (Saxifragales)                                             | |             |            |
| Родина: Товстолисті (Crassulaceae)                                                  | |             |            |
| Родіола рожева * Rhodiola rosea L.                                                  | Західна Ґренландія: часто, східна Ґренландія: часто |             |            |
| Очиток їдкий * Sedum acre L.                                                        | Східна Ґренландія: рідко |             |            |
| Очиток однорічний * Sedum annuum L.                                                 | Західна Ґренландія: розкидано, Східна Ґренландія: розкидано |             |            |
| Sedum villosum L.                                                                   | Західна Ґренландія: часто, Східна Ґренландія: розкидано |             |            |
| Родина: Столисникові (Haloragaceae)                                                 | |             |            |
| Водопериця черговоквіткова Myriophyllum alterniflorum DC.                           | Західна Ґренландія: розкидано, Східна Ґренландія: рідко |             |            |
| Водопериця сибірська Myriophyllum sibiricum Komarov                                 | Західна Ґренландія: рідко | LC          |            |
| Родина: Ломикаменеві (Saxifragaceae)                                                | |             |            |
| Chrysosplenium tetrandrum (N.Lund ex Malmgren) Th.Fr.                               | Східна Ґренландія: рідко | LC          |            |
| Micranthes foliolosa (R.Br.) Gornall                                                | Західна Ґренландія: часто, Східна Ґренландія: часто |             |            |
| Micranthes hieraciifolia Waldst. & Kit. ex Willd.                                   | Східна Ґренландія: розкидано | LC          |            |
| Micranthes nivalis (L.) Small                                                       | Західна Ґренландія: часто, Східна Ґренландія: часто |             |            |
| Micranthes stellaris (L.) Galasso, Banfi & Soldano                                  | Південне узбережжя: розкидано |             |            |
| Micranthes tenuis (Wahlenb.) Small                                                  | Західна Ґренландія: часто, Східна Ґренландія: часто |             |            |
| Ломикамінь аїзоподібний * Saxifraga aizoides L.                                     | Західна Ґренландія: часто, Східна Ґренландія: часто |             |            |
| Saxifraga cernua L.                                                                 | Західна Ґренландія: часто, Східна Ґренландія: часто |             |            |
| Saxifraga cespitosa L.                                                              | Західна Ґренландія: часто, Східна Ґренландія: часто |             |            |
| Ломикамінь болотний * Saxifraga hirculus L.                                         | Східна Ґренландія: розкидано |             |            |
| Saxifraga hyperborea R.Br.                                                          | Західна Ґренландія: часто, Східна Ґренландія: часто | LC          |            |
| Saxifraga nathorstii (Dusén)Hayek                                                   | Східна Ґренландія: рідко |             |            |
| Ломикамінь супротивнолистий * Saxifraga oppositifolia L.                            | Західна Ґренландія: часто, Східна Ґренландія: часто |             |            |
| Ломикамінь волосистий * Saxifraga paniculata Mill.                                  | Західна Ґренландія: часто, Східна Ґренландія: часто |             |            |
| Saxifraga platysepala (Trautv.) Tolm.                                               | Західна Ґренландія: рідко; Східна Ґренландія: розкидано |             |            |
| Saxifraga rivularis L.                                                              | Західна Ґренландія: часто, Східна Ґренландія: часто |             |            |
| Saxifraga tricuspidata Rottb.                                                       | Західна Ґренландія: часто, Східна Ґренландія: рідко |             |            |